# Ulica Szczygla w Warszawie
Ulica Szczygla – ulica w Warszawie, łącząca ulicę Okólnik z ulicą Kopernika. Należy do niej również 150-metrowy odcinek traktu pieszego (na wschód od ulicy Okólnik) od muru klasztoru sióstr szarytek przy ul. Tamka 35.

## Nazwa

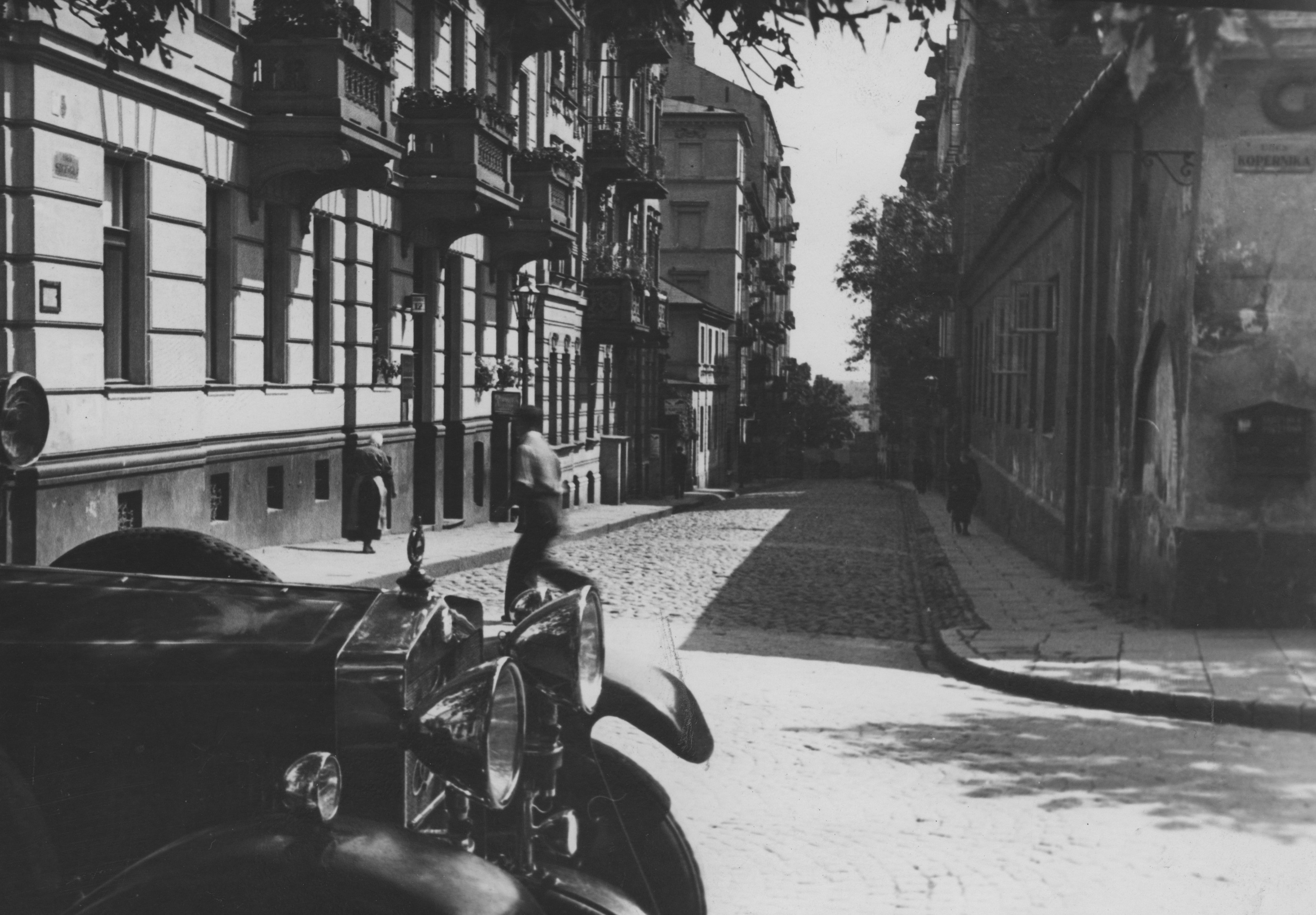
Ulica Szczygla w okresie międzywojennym

Ulica jest dawną drogą w wąwozie prowadzącym do klasztoru szarytek na Tamce i przytułku św. Kazimierza. Powstała jako odgałęzienie nieistniejącej dziś ulicy Wróblej. Historycy przypuszczają, że w dziuplach wiekowych drzew dawnego ogrodu Henryka Bruhla gnieździły się szczygły i od nich wzięła nazwę. Przekształcona w ulicę w 1770, nazwę nadano w 1784.
W 1784 roku były tam 2 domy murowane i 8 drewnianych. Po 1880 roku powstały kamienice, tworzące zwartą zabudowę. Ulica wyróżniała się eleganckimi, czteropiętrowymi budynkami. Mimo nieznacznej długości zwano ją „wizytówką śródmieścia, rzuconą niedbale w głąb Powiśla”.
Pierwsze zmiany w zabudowie poczyniono w 1911 roku przy okazji budowy Kamienicy Ordynackiej i Biblioteki Ordynacji Krasińskich. Zburzone wtedy zostały zabudowania wznoszące się po północnej stronie ulicy. Posesje te były własnością księżnej Czartoryskiej.
Większość zabudowy ulicy została zniszczona podczas powstania warszawskiego, w czasie bombardowań Luftwaffe 6 września 1944.
Po wojnie nie zdecydowano się na odbudowę ulicy w związku z planami wytyczenia na skarpie warszawskiej Dzielnicy Chopina, w której miało się znaleźć m.in. mauzoleum, konserwatorium, filharmonia itp. Kolejnym powodem było założenie, że otwarta przestrzeń pozwoli na uchwycenie widoku na skarpę i podskarpie.
W latach 60. przy ulicy wzniesiono wysoki blok mieszkalny. Część ulicy jest parkową alejką i dobiega do bramy klasztoru sióstr szarytek.